# Cornélio Jansênio (Bispo de Gante)

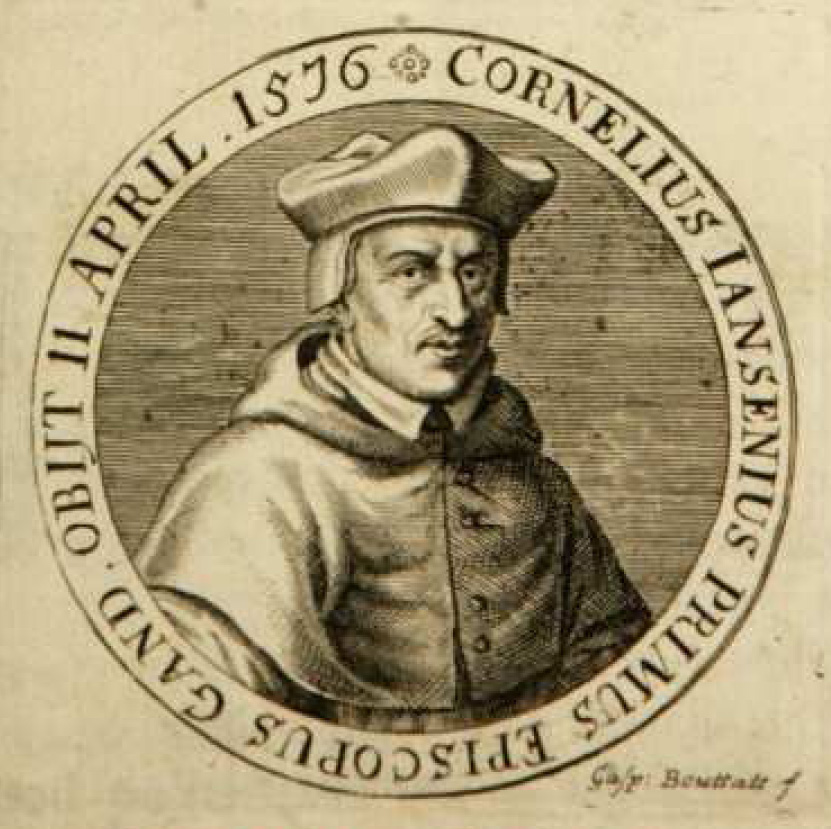
Cornélio

Cornélio Jansênio, o Velho (em latim: Cornelius Jansenius; Dutch: [ˈJɑnsən] ; 1510, Hulst - 11 de abril de 1576, Gante) foi um exegeta católico e o primeiro bispo de Gante.

## Vida
Ele recebeu sua educação inicial em Gante dos Irmãos da Vida Comum (chamados em Gante de Hieronimitas), e mais tarde estudou teologia e línguas orientais em Lovaina. Depois de se tornar um licenciado em teologia em 1534, ele lecionou, a pedido do abade da Abadia Premonstratense de Tongerloo, aos jovens monges sobre a Sagrada Escritura até 1542, data a partir da qual até 1562 ele exerceu as funções de pastor de a paróquia de St. Martin em Kortrijk com grande sucesso. Tendo finalmente obtido o grau de Doutor em Teologia em 1562, foi imediatamente nomeado professor de teologia na Antiga Universidade de Lovaina, tornou-se no ano seguinte reitor do seminário colegiado de São Tiago e participou das últimas sessões do Conselho de Trent como delegado da universidade.
Em seu retorno, Filipe II da Espanha o nomeou primeiro bispo da recém-fundada Sé de Gante, que datava apenas de 1559. Por muito tempo recusou assumir a dignidade, por conta das difíceis condições da diocese, e não foi preconizado até 1568, pelo Papa Pio V. Como bispo, ele se dedicou especialmente a conter o avanço do protestantismo e a cumprir os decretos do Concílio de Trento. Com esse objetivo em vista, ele fundou um seminário para sacerdotes em Gante em 1569, realizou sínodos diocesanos em 1571 e 1574 e publicou um ritual para sua diocese.
Ele foi encarregado de compilar um ritual para ser usado na província eclesiástica de Mechelen, mas não o concluiu. Enquanto estava em Tongerloo, ele escreveu muito e, como pastor em Kortrijk, já havia se tornado amplamente conhecido por seu trabalho exegético.

## Trabalho
Entre os escritos de Jansen está a Concordia evangelica (Lovaina, 1529), à qual ele mais tarde acrescentou o "Commentarius in Concordiam et totem historiam evangelicam" (Lovaina, 1572), sem dúvida sua melhor obra. Ele publicou também: "Commentarius in Proverbia Salomonis" (Lovaina, 1567), e "Commentarius in Ecclesiasticum" (Lovaina, 1569), ambos os quais foram republicados em uma obra em Antuérpia em 1589; "Commentarius in omnes Psalmos Davidicos" (Lovaina, 1569), com uma introdução a cada salmo, uma excelente paráfrase do texto e explicações das passagens difíceis; "Paráfrases em e a Veteris Testamenti Cantica, quae per ferias singulas totius anni usus ecclesiasticus observat" (Lovaina, 1569). Após sua morte, apareceu "Annotationes in Librum Sapientiae" (Lovaina, 1577).
A Concordia Evangelica marcou época na história da exegese católica, pois Jansen insistia na interpretação literal, em oposição à interpretação mística de seus predecessores, enfatizava também a importância do texto original e de um estudo profundo das línguas orientais como auxílio para uma compreensão completa da Vulgata Latina.